# 2007-es Ázsia-kupa
Az Ázsiai Labdarúgó-szövetség szervezte 2007-es AFC Ázsia Kupát 2007. július 7. és július 29. között tartották. Ez az első alkalom a torna történetében, hogy a rendezvénynek négy ország a házigazdája: Indonézia, Malajzia, Thaiföld és Vietnám.
Az Ázsia Kupát 1956 óta 4 évenként tartották, a legutolsó ilyen alkalom 2004-ben történt, amikor Kína volt a házigazda. Azonban a Nyári Olimpiai játékokkal és az Európa-bajnokságokkal azonos évben tartották, és így az AFC eldöntötte, hogy megváltoztatja a hagyományt. 2007-ben tartotta az újabb tornát, és ezt követően minden negyedik évben lesz a sportesemény.
Ez az első torna, amelyen Ausztrália részt vesz és az első nem-rendező nemzet, amely kvalifikálta magát.

## Helyszín kiválasztása
Az elhatározást, hogy négy nemzet legyen a házigazdája az Ázsia Kupa 2007-es kiírásának, Mohammed bin Hammám, az AFC bizottságának vezetője javasolta és adta elő. Azonban később megbánta ezt a döntést, és "hibának" nevezte, amely pénzügyi és munkaszervezési gondokat idézett elő a szervezésben.
Azt mondta, "Ez egy nagyon bonyolult próbatétel [nekik, a bizottság vezetésének], hogy négy szervezési bizottságnak kell lennie, négy médiaközpontnak és pénzügyi szempontok is vannak." Szintén felmerült benne az, hogy "Határozottan nem szeretné újracsinálni ezt", ha lenne választása.
2005 júniusában az Ázsiai Labdarúgó-szövetség figyelmeztette Thaiföldet, hogy szüksége van a létesítmények fejlesztésre 2007 előtt, különben esetleg Szingapúr lép a helyébe. Abban az évben augusztus 12-én az AFC bebizonyította azt, hogy Thaiföld képes lesz társházigazdának lenni a 2007-es Ázsia Kupán. Azonban 2006 októberében Thaiföldet ismét figyelmeztették a létesítmények fejlesztésére a következő 90 napban.

## Helyszínek
| Nemzet    | Város            | Helyszín                      | Befogadóképesség |
| --------- | ---------------- | ----------------------------- | ---------------- |
| Indonézia | Jakarta          | Bung Karno Stadium            | 100 000          |
| Indonézia | Palembang        | Jakabaring Stadium            | 40 000           |
| Malajzia  | Kuala Lumpur     | National Stadium, Bukit Jalil | 100 000          |
| Malajzia  | Shah Alam        | Shah Alam Stadium             | 80 000           |
| Thaiföld  | Bangkok          | Racsamangala Stadion          | 65 000           |
| Thaiföld  | Bangkok          | Suphachalasai Stadium         | 35 000           |
| Vietnám   | Hanoi            | My Dinh National Stadium      | 40 000           |
| Vietnám   | Ho Si Minh-város | Army Stadium                  | 25 000           |

## Kvalifikáció
Fő szócikk: 2007-es AFC Ázsia Kupa kvalifikáció
A kvalifikációs kör 2006. február 22-től 2006. november 15-ig tartott. Ez volt az első alkalom, hogy a címvédőnek (Japán) jelen kellett lennie a kvalifikációs szakaszban. Huszonnégy csapat próbált kvalifikálni a 2007-es AFC Ázsia Kupára. Őket négycsapatos csoportokra osztották, ami a 12 fennmaradó helyről döntött, mivel a négy házigazda – Indonézia, Malajzia, Thaiföld és Vietnám – már automatikusan résztvevő volt.

## Kiemeltek
Ez volt az első alkalom, hogy a kiemelést a 2006. októberi FIFA-világranglista alapján tartották, az előző AFC Ázsia Kupa alapteljesítménye helyett. Ez nem biztosította azt, hogy két azonos erősségű csapat ne találkozzon a korai szakaszban.
A négy kalapbeli csapatokat 2006. december 19-én jelentették be. A kiemelést négy kalap szerint, sorsolással döntötték el. Az 1. kalap a házigazdákat tartalmazza.
| 1. kalap                                    | 2. kalap                                          | 3. kalap                                    | 4. kalap                                |
| ------------------------------------------- | ------------------------------------------------- | ------------------------------------------- | --------------------------------------- |
| Indonézia · Malajzia · Thaiföld · Vietnám · | Irak · Kína · Egyesült Arab Emírségek · Bahrein · | Omán · Üzbegisztán · Szaúd-Arábia · Katar · | Ausztrália · Irán · Japán · Dél-Korea · |

2006. december 19-én a sorsolást a Kuala Lumpur-i Gyűlési Központban (KLCC) tartották.

## Mérkőzéslabda
A hivatalos mérkőzéslabdát a 2007-es AFC Ázsia Kupához a Nike mutatta be 2007. május 15-én. Ez volt az első eset, hogy a labda külön valamelyik ázsiai labdarúgó rendezvényhez készült. A Nike Mercurial Veloci AC nevet viselő labdán 4 kék, aranyozott csík látható, szerepel rajta minden egyes rendező város neve, illetve az AFC Ázsia Kupa logója.

## Játékvezetők
16 játékvezető és 24 játékvezető asszisztens hivatalosan hibátlanul teljesítette az alkalmassági tesztet a menetrend szerint, július 2-án Kuala Lumpurban, Malajziában. Egy bírót és két asszisztenst neveztek a CAF-ból.
- Matthew Breeze
- Mark Shield
- Dzsászim Karím
- Baojie Sun
- Masoud Moradi
- Nisimura Júicsi
- Saad Kameel Al Fadhli
- Talaat Najm
- Abdulrahman Hussain
- Halíl al-Gamdi
- Eddy Maillet
- Kwon Jong-Chul †
- Lee Gi Young
- Mushen Basma
- Satop Tongkhan
- Ali Hamad Madhad Saif Albadwawi

† Shamsul Maidin helyett, miután a játékvezetőt kihúzták sérülés miatt.

## Keretek
A részt vevő csapatok kereteinek teljes listáját lásd: AFC Ázsia Kupa 2007 keretek

## Torna áttekintése
Az Ázsia Kupa sok felfordulást látott a torna korai szakaszában. Az A csoportban, Omán a favoritnak tartott Ausztráliával döntetlent játszott. Omán megszerezte a vezetést, és győzelmet egy hosszabbításbeli Tim Cahill gól miatt nem tudták megvédeni. A következő, hogy a rendező Vietnám megdöbbentette a Gulf Cup-győztes Egyesült Arab Emírségeket egy 2-0-s győzelemmel. Ugyanabban a csoportban Katar Japán ellen tartotta a megdöbbentő 1-1-es döntetlent, ami a japán szövetségi kapitány, Ivica Osim őrjöngését okozta, mely szerint a játékosait 'amatőröknek' bélyegezte
meg, és amit a tolmácsa könnycseppjei csökkentettek. Archiválva 2007. augusztus 19-i dátummal a Wayback Machine-ben A D csoportban Indonézia folytatta a veretlenségi sorozatát hazai pályán Bahrein 2-1-es legyőzésével. Malajzia volt az egyetlen házigazda, amely elveszítette a mérkőzését, Kína ellen 5-1-re. Thaiföld esetében ez csupán a 2. győzelmét jelentette az Ázsia Kupában (a másik 1972-ben volt Kambodzsa ellen), és ez volt az első győzelme Omán ellen, amikor július 12-én 2-0-ra nyertek. Ezalatt Ausztrália gyengélkedett egy 3-1-es
Irak elleni vereség miatt  a következő nap, zavarban hagyva őket a tornán a magas elvárás ellenére.

## Csoportmérkőzések

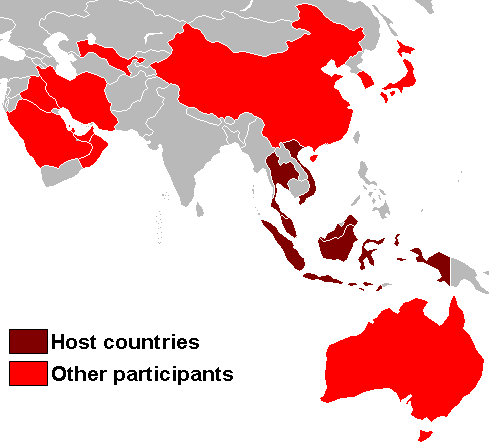
Részt vevő országok.

A következő a jelentése a táblázatoknak:
- Mérk = összes lejátszott mérkőzés
- Gy = összes megnyert mérkőzés
- D = összes döntetlen mérkőzés
- V = összes elveszített mérkőzés
- Lg = összes lőtt gól
- Kg = összes kapott gól
- Gk = gólkülönbség (lőtt gól-kapott gól)
- P = összes szerzett pont

Az első és második helyezett csapatok (zöld árnyalattal) bejutottak a negyeddöntőbe.
A bajnokság rendszerében három (3) pontot kapnak győzelemért, egy (1) pontot a döntetlenért és nulla (0) pontot a vereségért.
Ha két vagy több csapat azonos mennyiségű ponttal rendelkezik, a helyezéseket a következők szerint határozzák meg:
- Nagyobb számú elnyert pont a csoportmérkőzéseknél az érintett csapatok között
- Gólkülönbség eredménye a csoportmérkőzéseknél az érintett csapatok között
- Több lőtt gól a csoportmérkőzéseknél az érintett csapatok között
- Gólkülönbség minden csoportmérkőzésnél
- Több lőtt gól minden csoportmérkőzésnél
- Büntetőrúgás, ha csak két csapat érdekelt
- Sorsolás

|  | Következő körbe továbbjutott csapatok |  | Csoportkör után kiesett csapatok |

### A csoport
| Csapat        | Mérk | Gy | D | V | Lg | Kg | Gk | P |
| ------------- | ---- | -- | - | - | -- | -- | -- | - |
| 1. Irak       | 3    | 1  | 2 | - | 4  | 2  | +2 | 5 |
| 2. Ausztrália | 3    | 1  | 1 | 1 | 6  | 4  | +2 | 4 |
| 3. Thaiföld   | 3    | 1  | 1 | 1 | 3  | 5  | -2 | 4 |
| 4. Omán       | 3    | -  | 2 | 1 | 1  | 3  | -2 | 2 |

| 2007. július 7. 19:35 (UTC +7) |

| Thaiföld                | 1–1               | Irak               |
| ----------------------- | ----------------- | ------------------ |
| Suksomkit 6' (11-esből) | (0–1) Jegyzőkönyv | Younis Mahmoud 32' |

| Racsamangala Stadion, Bangkok Nézőszám: 30 000 Játékvezető: Kwon (Dél-Korea) |

| 2007. július 8. 17:20 (UTC +7) |

| Ausztrália   | 1–1               | Omán           |
| ------------ | ----------------- | -------------- |
| Cahill 90+2' | (0–1) Jegyzőkönyv | Al-Maimani 32' |

| Racsamangala Stadion, Bangkok Nézőszám: 5 000 Játékvezető: Maillet (Seychelle-szigetek) |

| 2007. július 12. 17:20 (UTC +7) |

| Omán | 0–2               | Thaiföld           |
| ---- | ----------------- | ------------------ |
|      | (0–0) Jegyzőkönyv | Thonkanya 70', 78' |

| Racsamangala Stadion, Bangkok Nézőszám: 19 000 Játékvezető: Lee (Dél-Korea) |

| 2007. július 13. 17:20 (UTC +7) |

| Irak                                               | 3–1               | Ausztrália |
| -------------------------------------------------- | ----------------- | ---------- |
| Nashat Akram 23' Hawar Mulla 60' Karrar Jassim 86' | (1–0) Jegyzőkönyv | Viduka 47' |

| Racsamangala Stadion, Bangkok Nézőszám: 6 000 Játékvezető: Karím (bahreini) |

| 2007. július 16. 19:35 (UTC +7) |

| Thaiföld | 0–4               | Ausztrália                               |
| -------- | ----------------- | ---------------------------------------- |
|          | (0–1) Jegyzőkönyv | Beauchamp 21' Viduka 80', 83' Kewell 90' |

| Racsamangala Stadion, Bangkok Nézőszám: 46 000 Játékvezető: Kwon (Dél-Korea) |

| 2007. július 16. 19:35 (UTC +7) |

| Omán | 0–0         | Irak |
| ---- | ----------- | ---- |
|      | Jegyzőkönyv |      |

| Suphachalasai Stadium, Bangkok Nézőszám: 500 Játékvezető: Maillet (Seychelle-szigetek) |

### B csoport
| Csapat                     | Mérk | Gy | D | V | Lg | Kg | Gk | P |
| -------------------------- | ---- | -- | - | - | -- | -- | -- | - |
| 1. Japán                   | 3    | 2  | 1 | - | 8  | 3  | +5 | 7 |
| 2. Vietnám                 | 3    | 1  | 1 | 1 | 4  | 5  | -1 | 4 |
| 3. Egyesült Arab Emírségek | 3    | 1  | - | 2 | 3  | 6  | -3 | 3 |
| 4. Katar                   | 3    | -  | 2 | 1 | 3  | 4  | -1 | 2 |

| 2007. július 8. 19:35 (UTC +7) |

| Vietnám                                | 2–0               | Egyesült Arab Emírségek |
| -------------------------------------- | ----------------- | ----------------------- |
| Huỳnh Quang Thanh 63' Lê Công Vinh 73' | (0–0) Jegyzőkönyv |                         |

| My Dinh National Stadium, Hanoi Nézőszám: 39 450 Játékvezető: Najm (Líbia) |

| 2007. július 9. 17:20 (UTC +7) |

| Japán        | 1–1               | Katar        |
| ------------ | ----------------- | ------------ |
| Takahara 61' | (0–0) Jegyzőkönyv | Quintana 88' |

| My Dinh National Stadium, Hanoi Nézőszám: 5 000 Játékvezető: Breeze (Ausztrália) |

| 2007. július 12. 19:35 (UTC +7) |

| Katar        | 1–1               | Vietnám             |
| ------------ | ----------------- | ------------------- |
| Quintana 79' | (0–1) Jegyzőkönyv | Phan Thanh Bình 32' |

| My Dinh National Stadium, Hanoi Nézőszám: 40 000 Játékvezető: Moradi (Irán) |

| 2007. július 13. 20:35 (UTC +7) |

| Egyesült Arab Emírségek | 1–3               | Japán                                     |
| ----------------------- | ----------------- | ----------------------------------------- |
| Alkas 66'               | (0–3) Jegyzőkönyv | Takahara 22', 27' Nakamura 42' (11-esből) |

| My Dinh National Stadium, Hanoi Nézőszám: 5 000 Játékvezető: Tongkhan (Thaiföld) |

| 2007. július 16. 17:20 (UTC +7) |

| Vietnám            | 1–4               | Japán                               |
| ------------------ | ----------------- | ----------------------------------- |
| Szuzuki 8' (öngól) | (1–1) Jegyzőkönyv | Maki 12', 59' Endó 32' Nakamura 53' |

| My Dinh National Stadium, Hanoi Nézőszám: 40 000 Játékvezető: Breeze (Ausztrália) |

| 2007. július 16. 17:20 (UTC +7) |

| Katar        | 1–2               | Egyesült Arab Emírségek     |
| ------------ | ----------------- | --------------------------- |
| Quintana 42' | (1–0) Jegyzőkönyv | Alkas 59' Faisal Khalil 90' |

| Army Stadium, Ho Si Minh-város Nézőszám: 3 000 Játékvezető: Moradi (Irán) |

### C csoport
| Csapat         | Mérk | Gy | D | V | Lg | Kg | Gk  | P |
| -------------- | ---- | -- | - | - | -- | -- | --- | - |
| 1. Irán        | 3    | 2  | 1 | - | 6  | 3  | +3  | 7 |
| 2. Üzbegisztán | 3    | 2  | - | 1 | 9  | 2  | +7  | 6 |
| 3. Kína        | 3    | 1  | 1 | 1 | 7  | 6  | +1  | 4 |
| 4. Malajzia    | 3    | -  | - | 3 | 1  | 12 | -11 | 0 |

| 2007. július 10. 20:35 (UTC +8) |

| Malajzia        | 1–5               | Kína                                                  |
| --------------- | ----------------- | ----------------------------------------------------- |
| Indra Putra 74' | (0–2) Jegyzőkönyv | Han Peng 15', 55' Shao Jiayi 36' Wang Dong 51', 90+3' |

| Bukit Jalil Stadium, Kuala Lumpur Nézőszám: 21 155 Játékvezető: Basma (Szíria) |

| 2007. július 11. 18:20 (UTC +8) |

| Irán                      | 2–1               | Üzbegisztán        |
| ------------------------- | ----------------- | ------------------ |
| Hosseini 55' Kazemian 78' | (0–1) Jegyzőkönyv | Rezaei 16' (öngól) |

| Bukit Jalil Stadium, Kuala Lumpur Nézőszám: 1 863 Játékvezető: Al Fadhli (Kuvait) |

| 2007. július 14. 18:20 (UTC +8) |

| Üzbegisztán                                                        | 5–0               | Malajzia |
| ------------------------------------------------------------------ | ----------------- | -------- |
| Shatskikh 10', 89' Kapadze 29' Bakaev 45' (11-esből) Ibragimov 85' | (3–0) Jegyzőkönyv |          |

| Bukit Jalil Stadium, Kuala Lumpur Nézőszám: 7 137 Játékvezető: Abdulrahman Hussain (katari) |

| 2007. július 15. 18:20 (UTC +8) |

| Kína                           | 2–2               | Irán                     |
| ------------------------------ | ----------------- | ------------------------ |
| Shao Jiayi 5' Mao Jianqing 36' | (2–1) Jegyzőkönyv | Zandi 45+1' Nekounam 73' |

| Bukit Jalil Stadium, Kuala Lumpur Nézőszám: 5 938 Játékvezető: Al Ghamdi (Szaúd-Arábia) |

| 2007. július 18. 20:35 (UTC +8) |

| Malajzia | 0–2               | Irán                                 |
| -------- | ----------------- | ------------------------------------ |
|          | (0–1) Jegyzőkönyv | Nekounam 25' (11-esből) Andranik 70' |

| Bukit Jalil Stadium, Kuala Lumpur Nézőszám: 5 520 Játékvezető: Basma (Szíria) |

| 2007. július 18. 20:35 (UTC +8) |

| Üzbegisztán                              | 3–0               | Kína |
| ---------------------------------------- | ----------------- | ---- |
| Shatskikh 72' Kapadze 86' Geynrikh 90+4' | (0–0) Jegyzőkönyv |      |

| Shah Alam Stadium, Shah Alam Nézőszám: 2 200 Játékvezető: Al Fadhli (Kuvait) |

### D csoport
| Csapat          | Mérk | Gy | D | V | Lg | Kg | Gk | P |
| --------------- | ---- | -- | - | - | -- | -- | -- | - |
| 1. Szaúd-Arábia | 3    | 3  | 1 | - | 7  | 2  | +5 | 7 |
| 2. Dél-Korea    | 3    | 1  | 1 | 1 | 3  | 3  | 0  | 4 |
| 3. Indonézia    | 3    | 1  | - | 2 | 3  | 4  | -1 | 3 |
| 4. Bahrein      | 3    | 1  | - | 2 | 3  | 7  | -4 | 3 |

| 2007. július 10. 17:20 (UTC +7) |

| Indonézia                   | 2–1               | Bahrein   |
| --------------------------- | ----------------- | --------- |
| Sudarsono 14' Pamungkas 64' | (1–1) Jegyzőkönyv | Jalal 27' |

| Bung Karno Stadium, Jakarta Nézőszám: 65 000 Játékvezető: Nisimura (Japán) |

| 2007. július 11. 19:35 (UTC +7) |

| Dél-Korea         | 1–1               | Szaúd-Arábia              |
| ----------------- | ----------------- | ------------------------- |
| Choi Sung-Kuk 66' | (0–0) Jegyzőkönyv | Al-Qahtani 77' (11-esből) |

| Bung Karno Stadium, Jakarta Nézőszám: 45 110 Játékvezető: Shield (Ausztrália) |

| 2007. július 14. 19:35 (UTC +7) |

| Szaúd-Arábia                 | 2–1               | Indonézia |
| ---------------------------- | ----------------- | --------- |
| Al-Qahtani 12' Al-Harthi 90' | (1–1) Jegyzőkönyv | Aiboy 20' |

| Bung Karno Stadium, Jakarta Nézőszám: 87 000 Játékvezető: Al-Badwawi (Egyesült Arab Emirátusok) |

| 2007. július 15. 19:35 (UTC +7) |

| Bahrein                | 2–1               | Dél-Korea      |
| ---------------------- | ----------------- | -------------- |
| Isa 43' Abdullatif 85' | (1–1) Jegyzőkönyv | Kim Do-Heon 4' |

| Bung Karno Stadium, Jakarta Nézőszám: 9 000 v.: |

| 2007. július 18. 17:20 (UTC +7) |

| Indonézia | 0–1               | Dél-Korea        |
| --------- | ----------------- | ---------------- |
|           | (0–1) Jegyzőkönyv | Kim Jung-Woo 33' |

| Bung Karno Stadium, Jakarta Nézőszám: 87 000 Játékvezető: Shield (Ausztrália) |

| 2007. július 18. 17:20 (UTC +7) |

| Szaúd-Arábia                                  | 4–0               | Bahrein |
| --------------------------------------------- | ----------------- | ------- |
| Al-Mousa 18' Al-Qahtani 45' Al-Jassim 68' 79' | (2–0) Jegyzőkönyv |         |

| Jakabaring Stadium, Palembang Nézőszám: 500 Játékvezető: Nisimura (Japán) |

## Egyenes kieséses szakasz
|  |                           |              |                    |                           |       |           |                      |                        |                        |                        |               |       |       |
|  | Negyeddöntők              | Negyeddöntők | Negyeddöntők       |                           |       | Elődöntők | Elődöntők            | Elődöntők              |                        |                        | Döntő         | Döntő | Döntő |
|  | Negyeddöntők              | Negyeddöntők | Negyeddöntők       |                           |       | Elődöntők | Elődöntők            | Elődöntők              |                        |                        | Döntő         | Döntő | Döntő |
|  | július 21. – Bangkok      |              |                    |                           |       |           |                      |                        |                        |                        |               |       |       |
|  |                           |              |                    |                           |       |           |                      |                        |                        |                        |               |       |       |
|  | Irak                      | Irak         | 2                  |                           |       |           |                      |                        |                        |                        |               |       |       |
|  | Irak                      | Irak         | 2                  | július 25. – Kuala Lumpur |       |           |                      |                        |                        |                        |               |       |       |
|  | Vietnám                   | Vietnám      | 0                  |                           |       |           |                      |                        |                        |                        |               |       |       |
|  | Vietnám                   | Vietnám      | 0                  |                           |       | Irak      | Irak                 | 0 (4)                  |                        |                        |               |       |       |
|  | július 22. – Kuala Lumpur |              |                    |                           |       | Irak      | Irak                 | 0 (4)                  |                        |                        |               |       |       |
|  |                           |              | Dél-Korea          | Dél-Korea                 | 0 (3) |           |                      |                        |                        |                        |               |       |       |
|  | Irán                      | Irán         | Dél-Korea          | Dél-Korea                 | 0 (3) | 0 (2)     |                      |                        |                        |                        |               |       |       |
|  | Irán                      | Irán         |                    |                           |       | 0 (2)     | július 29. – Jakarta |                        |                        |                        |               |       |       |
|  | Dél-Korea                 | Dél-Korea    | 0 (4)              |                           |       |           |                      |                        |                        |                        |               |       |       |
|  | Dél-Korea                 | Dél-Korea    | 0 (4)              |                           |       | Irak      | Irak                 | 1                      |                        |                        |               |       |       |
|  | július 21. – Hanoi        |              |                    |                           |       | Irak      | Irak                 | 1                      |                        |                        |               |       |       |
|  |                           |              | Szaúd-Arábia       | Szaúd-Arábia              | 0     |           |                      |                        |                        |                        |               |       |       |
|  | Japán                     | Japán        | Szaúd-Arábia       | Szaúd-Arábia              | 0     | 1 (4)     |                      |                        |                        |                        |               |       |       |
|  | Japán                     | Japán        | július 25. – Hanoi |                           |       | 1 (4)     |                      |                        |                        |                        |               |       |       |
|  | Ausztrália                | Ausztrália   | 1 (3)              |                           |       |           |                      |                        |                        |                        |               |       |       |
|  | Ausztrália                | Ausztrália   | 1 (3)              |                           |       | Japán     | Japán                | 2                      | Bronzmérkőzés          | Bronzmérkőzés          | Bronzmérkőzés |       |       |
|  | július 22. – Jakarta      |              |                    |                           |       | Japán     | Japán                | 2                      | Bronzmérkőzés          | Bronzmérkőzés          | Bronzmérkőzés |       |       |
|  |                           |              | Szaúd-Arábia       | Szaúd-Arábia              | 3     |           |                      | július 28. – Palembang | július 28. – Palembang | július 28. – Palembang |               |       |       |
|  | Szaúd-Arábia              | Szaúd-Arábia | Szaúd-Arábia       | Szaúd-Arábia              | 3     | 2         |                      | július 28. – Palembang | július 28. – Palembang | július 28. – Palembang |               |       |       |
|  | Szaúd-Arábia              | Szaúd-Arábia |                    |                           |       |           |                      | Dél-Korea              | Dél-Korea              | 0 (6)                  |               |       |       |
|  | Üzbegisztán               | Üzbegisztán  | 1                  |                           |       |           |                      | Dél-Korea              | Dél-Korea              | 0 (6)                  |               |       |       |
|  | Üzbegisztán               | Üzbegisztán  | 1                  |                           |       | Japán     | Japán                | 0 (5)                  |                        |                        |               |       |       |
|  |                           |              |                    |                           |       | Japán     | Japán                | 0 (5)                  |                        |                        |               |       |       |

### Negyeddöntők
| 2007. július 21. 17:20 |

| Japán                                    | 1–1 (h. u.)       | Ausztrália                       |
| ---------------------------------------- | ----------------- | -------------------------------- |
| Takahara 72'                             | (0–0) Jegyzőkönyv | Aloisi 69'                       |
| Büntetőpárbaj                            |                   |                                  |
| S.Nakamura Endó Komano Takahara Nakazava | 4–3               | Kewell Neill Cahill Carle Carney |

| My Dinh National Stadium, Hanoi Nézőszám: 25 000 Játékvezető: Al Fadhli (Kuvait) |

| 2007. július 21. 20:20 |

| Irak                  | 2–0               | Vietnám |
| --------------------- | ----------------- | ------- |
| Younis Mahmoud 2' 66' | (1–0) Jegyzőkönyv |         |

| Racsamangala Stadion, Bangkok Nézőszám: 9 720 Játékvezető: Nisimura (Japán) |

| 2007. július 22. 18:20 |

| Irán                             | 0–0 (h. u.) | Dél-Korea                                                      |
| -------------------------------- | ----------- | -------------------------------------------------------------- |
|                                  | Jegyzőkönyv |                                                                |
| Büntetőpárbaj                    |             |                                                                |
| Zandi Mahdavikia Enayati Khatibi | 2–4         | Lee Chun-Soo Kim Sang-Sik Kim Do-Heon Cho Jae-Jin Kim Jung-Woo |

| Bukit Jalil Stadium, Kuala Lumpur Nézőszám: 8 629 Játékvezető: Al-Badwawi (Egyesült Arab Emirátusok) |

| 2007. július 22. 20:20 |

| Szaúd-Arábia               | 2–1               | Üzbegisztán |
| -------------------------- | ----------------- | ----------- |
| Al-Qahtani 3' Al-Mousa 75' | (1–0) Jegyzőkönyv | Solomin 81' |

| Bung Karno Stadium, Jakarta Nézőszám: 12 000 Játékvezető: Kwon (Dél-Korea) |

### Elődöntők
| 2007. július 25. 18:20 |

| Irak                                                            | 0–0 (h. u.) | Dél-Korea                                                        |
| --------------------------------------------------------------- | ----------- | ---------------------------------------------------------------- |
|                                                                 | Jegyzőkönyv |                                                                  |
| Büntetőpárbaj                                                   |             |                                                                  |
| Hawar Mulla Mohammed Qusay Munir Haidar Abdul-Amir Ahmad Mnajed | 4–3         | Lee Chun-Soo Lee Dong-Gook Cho Jae-Jin Yeom Ki-Hoon Kim Jung-Woo |

| Bukit Jalil Stadium, Kuala Lumpur Nézőszám: 12 500 Játékvezető: Al Fadhli (Kuvait) |

| 2007. július 25. 20:20 |

| Japán                | 2–3               | Szaúd-Arábia                 |
| -------------------- | ----------------- | ---------------------------- |
| Nakazava 37' Abe 53' | (1–1) Jegyzőkönyv | Al-Qahtani 35' Malek 47' 57' |

| My Dinh National Stadium, Hanoi Nézőszám: 10 000 Játékvezető: Breeze (Ausztrália) |

### 3. helyért
| 2007. július 28. 19:35 |

| Dél-Korea                                                         | 0–0 (h. u.) | Japán                                      |
| ----------------------------------------------------------------- | ----------- | ------------------------------------------ |
|                                                                   | Jegyzőkönyv |                                            |
| Büntetőpárbaj                                                     |             |                                            |
| Cho Jae-Jin Oh Bum-Seok Lee Chun-Soo I Ho Kim Jin-Kyu Kim Chi-Woo | 6 - 5       | S. Nakamura Endó Abe Komano Nakazava Hanyu |

| Jakabaring Stadium, Palembang Nézőszám: 10 000 Játékvezető: Al-Badwawi (Egyesült Arab Emirátusok) |

### Döntő
| 2007. július 29. 19:35 |

| Irak               | 1–0               | Szaúd-Arábia |
| ------------------ | ----------------- | ------------ |
| Younis Mahmoud 76' | (0–0) Jegyzőkönyv |              |

| Bung Karno Stadium, Jakarta Nézőszám: 60 000 Játékvezető: Shield (Ausztrália) |

## Díjak
| Top gólszerzők                                    | Legjobb játékos (MVP) |
| ------------------------------------------------- | --------------------- |
| Younis Mahmoud Takahara Naohiro Yasser Al-Qahtani | Younis Mahmoud        |

## Gólszerzők
| 4 gólos: - Takahara Naohiro - Yasser Al-Qahtani - Younis Mahmoud 3 gólos: - Mark Viduka - Sebastián Quintana - Maksim Shatskikh 2 gólos: - Han Peng - Shao Jiayi - Wang Dong - Javad Nekounam - Maki Szeiicsiró - Nakamura Sunszuke - Malek Mouath - Ahmed Al-Mousa - Taisir Al-Jassim - Pipat Thonkanya - Saeed Alkas - Timur Kapadze 1 gólos: - John Aloisi - Michael Beauchamp - Tim Cahill - Harry Kewell - Ismaeel Abdullatif - Salman Isa - Sayed Mahmood Jalal - Mao Jianqing - Elie Aiboy - Bambang Pamungkas - Budi Sudarsono | 1 gólos (folyt.): - Seyed Jalal Hosseini - Javad Kazemian - Andranik Teymourian - Ferydoon Zandi - Nashat Akram - Hawar Mulla Mohammed - Karrar Jassim Mohammed - Abe Juki - Endó Jaszuhito - Nakazava Júdzsi - Indra Putra Mahayuddin - Badar Al-Maimani - Saad Al-Harthi - Abdulrahman Al-Qahtani - Choi Sung-Kuk - Kim Do-Heon - Kim Jung-Woo - Sutee Suksomkit - Faisal Khalil - Pavel Solomin - Ulugbek Bakaev - Aleksandr Geynrikh - Aziz Ibragimov - Phan Thanh Bình - Huỳnh Quang Thanh - Lê Công Vinh Öngól: - Rahman Rezaei (1) - Szuzuki Keita (1) |  |  |